# 순천군 (1518년)
순천군 이관(順川君 李琯, 1518년 ~ 1577년 10월)은 조선 중종· 인종· 명종· 선조 때의 왕족 종실 겸 성리학자이다.
그는 조선 세종대왕(1397년 ~ 1450년)의 서자(庶子)인 담양군 이거(1439년 ~ 1450년)의 양증손(養曾孫)이기도 하다.

## 생애

### 일생
그는 6세 때였던 1523년 순천도정(順川都正)에 책봉되었으며 8년 후 1531년에는 14세의 나이로 순천군(順川君)에 진책되었다.
그는 일생 동안 대부분 성품이 온순하고 인자하였으며 효심과 우애 또한 깊었다 한다.
일찍이 그는 자신의 사저(私邸)에 도학(道學)을 손수 지어 예사(禮士) 직위를 마다치 않고 마치 서민과 같은 공경심으로써 성심껏 유학 수양(儒學 修養)을 하며 유도(儒道)를 갈고 닦았으며 큰형 금천군 이함과 동반하여 성리학 수련(性理學 修練)에 정진하다가 1559년 8월 19일에는 형 금천군 이함이 훙서에 이어 한 달 후 1559년 9월 26일에는 아버지 희안군 이집(喜安君 李鏶)이 훙서하자 각각 그들의 상중(喪中)에서 따로따로 무려 닷새 혹은 일주일 가까이 비통을 표한 이후 아버지 희안군(喜安君)의 3년상을 치른 직후로도 또 3년을 소복 복장으로써 1565년까지 소복 예사 강습(素服 禮士 講習)을 행하였으며 금천군의 세 아들(순천군 이관 자신의 친조카들이기도 하다.)을 성리학 교육 수련에 협조시켜 그들 3형제 또한 사저 도학원 예학 강사(私邸 道學院 禮學 講士)로 육성하였다.

### 말년과 사망
1575년 3월에 풍병이 발병하여 몸져눕다가 2년 후 1577년 10월에 향년 60세로 훙서하였다.

## 같이 보기
- 원천군 이휘 (같은 시대의 조선 왕족 종실 친척이자 학행 및 효행자.)